# Fis (muziek)

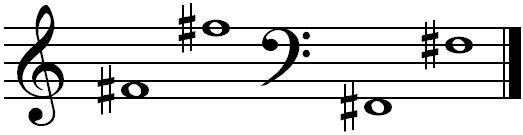
Notatie van de Fis

De Fis is een met een halve toon verhoogde F. In de praktijk is zij, althans op toetseninstrumenten,  dezelfde toon als de Ges (G♭), een met een halve toon verlaagde G. Op instrumenten die op natuurtonen gestemd worden, ligt de Fis net iets hoger dan de Ges.
De Fis wordt geschreven als F# of F♯.

## Octavering
| Musicologische notatie | Helmholtznotatie | Octaafnaam           | Frequentie (Hz) |
| ---------------------- | ---------------- | -------------------- | --------------- |
| F♯-1                   | F♯,,,            | Subsubcontra-octaaf  | 11.562          |
| F♯0                    | F♯,,             | Subcontra-octaaf     | 23.125          |
| F♯1                    | F♯,              | Contra-octaaf        | 46.249          |
| F♯2                    | F♯               | Groot octaaf         | 92.499          |
| F♯3                    | f♯               | Klein octaaf         | 184.997         |
| F♯4                    | f♯′              | Eéngestreept octaaf  | 369.994         |
| F♯5                    | f♯′′             | Tweegestreept octaaf | 739.989         |
| F♯6                    | f♯′′′            | Driegestreept octaaf | 1479.978        |
| F♯7                    | f♯′′′′           | Viergestreept octaaf | 2959.955        |
| F♯8                    | f♯′′′′′          | Vijfgestreept octaaf | 5919.911        |
| F♯9                    | f♯′′′′′′         | Zesgestreept octaaf  | 11839.822       |